# Salami

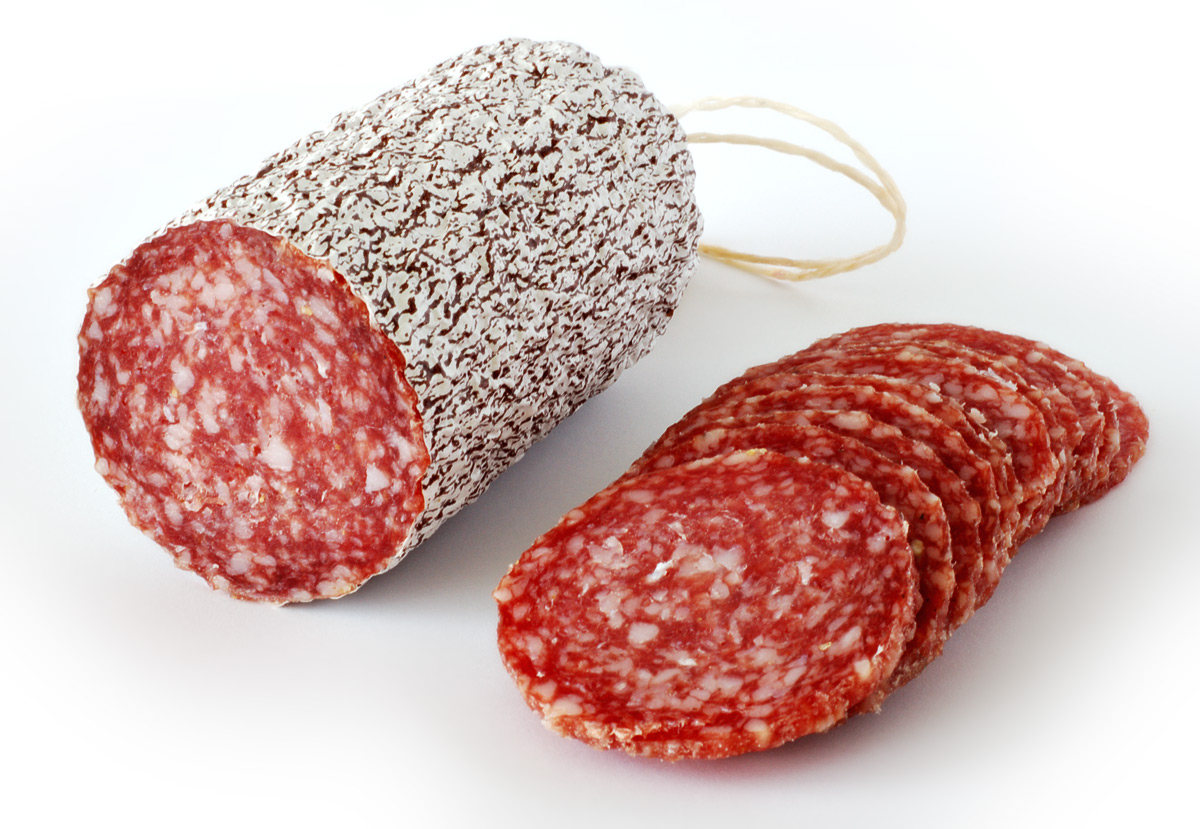
Salami

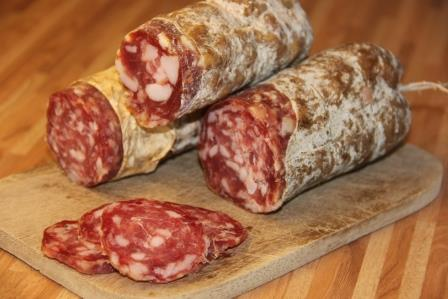
Drei Sorten italienischer Salami

Die Salami ist eine Rohwurstsorte, die in Italien erfunden wurde. Sie besteht heute aus Schweinefleisch und anderen Fleischsorten.

## Wortherkunft
Die Bezeichnung stammt vom italienisch salame ‚Salzwurst‘ bzw. ‚Salzfleisch‘ bzw. lateinisch sallere. Im Italienischen ist die einzelne Wurst ein salame, salami dagegen die Pluralform. In der deutschen Sprache wurde der italienische Plural „Salami“ zur Einzahl; dazu wurde der Plural „Salamis“ gebildet, auch „Salami“ ohne Endung ist gebräuchlich. Das Wort „salumi“ hingegen bezeichnet im Italienischen Wurstwaren. Neben Salami gibt es noch andere Dauerwursterzeugnisse in Italien. Dazu zählen die Finocchiona, der Cacciatore, die verschiedenen Spianatavarianten und Soppressata sowie die Salsiccia, also die italienischen Mettwürste.

## Zutaten und Herstellung
Gehörten zu den ursprünglichen Rezepten meist Fleisch von Hausesel oder Maultier, wird heute meist Schweine‑ und Rindfleisch verwendet. Bei anderen Fleischsorten wird diese in der Bezeichnung kenntlich gemacht (z. B. Putensalami und Wildsalami). Neben dem Muskelfleisch bestehen viele Würste auch aus Speck bzw. Schweinebauch. Da in der Wurstmasse meist nicht ausreichend Reifungsbakterien enthalten sind, werden in der industriellen und gewerblichen Produktion Starterkulturen aus entsprechenden Bakterienstämmen verwendet. Diese enthalten neben Milchsäurebakterien (LAB, lactic acid bacteria) auch oft Staphylokokken (Staphylococcus carnosus) oder Mikrokokken (CNC, coagulase-negative cocci), die für eine schnelle Rötung und einheitliche Färbung sorgen, indem sie den verwendeten Salpeter zu Nitrit (Nitratreduktase) und das Nitrit zu Stickoxid (Nitritreduktase) abbauen.
Neben Salz und Pfeffer werden je nach Rezeptur verschiedene Gewürze (Koriander, Ingwer, Knoblauch) und Würzmittel (Rotwein, Weingeist, Rum) verwendet.
Zur Vorbereitung wird das Fleisch stark gekühlt. Teilweise wird gefrorenes Fleisch verwendet, um die Temperaturen beim Herstellungsprozess unter 4 °C zu halten, denn beim Kuttern wird das Fleisch durch Reibung erwärmt. Anschließend wird es fein zerkleinert. Da das Fleisch gehackt wird, ist die Verwendung von Kuttern üblich, und nur gelegentlich wird das Fleisch gewolft. Fleisch und Speck werden zusammen bis zum gewünschten Zerkleinerungsgrad (Körnung) bearbeitet. Anschließend wird die Masse gewürzt und abgefüllt. Wurden traditionell Naturdärme verwendet, ist heute der Einsatz aller Arten von Wursthüllen üblich. Beim Einsatz von Dosen erfolgt die Verpackung erst nach der Reifung. Häufig wird mit Salami ein typischer Edelschimmelbelag auf der Wursthülle verbunden. Dieser entsteht entweder während der natürlichen Reifung oder wird durch das Auftragen von künstlichem Schimmel („Edelschimmelkulturen“) erzielt. Salami werden typischerweise bei Temperaturen unter 20 °C kalt bis zu 24 Stunden geräuchert. Einige Sorten werden stattdessen nur luftgetrocknet. Heißräuchern wie bei anderen Rohwurstsorten ist unüblich. Anschließend erfolgt die Reifung für vier bis sechs Tage. Als Dauerwurst ist die Salami anschließend bis zu sechs Monate lagerfähig.

## Sorten

### Deutschland
Allgemein verbreitet ist sowohl das Würzen mit Nitritpökelsalz, was auch zur Rötung führt, als auch das Würzen mit Pfeffer. Die Abfüllung erfolgt meist in Kunstdärmen im Kaliber 75/50. Sie werden kalt geräuchert und reifen anschließend 2 bis 7 Tage.
Als grob gekörnte schnittfeste Rohwürste werden in Deutschland verschiedene Salamisorten bezeichnet. Es werden bei der Herstellung von Wurstsorten meist Standardrezepte verwendet. Beispiele dafür sind:
- Salami: entsehntes fettfreies Rindfleisch, sehnenfreies bzw. fettarmes Schweinefleisch und Speck
- Salami 1a: wie Salami, jedoch 30 % fettfreies statt fettarmes Schweinefleisch, zusätzlich mit Koriander, Weingeist mit Knoblauch sowie Rotwein gewürzt.
- Weiße Salami: wie Salami, die Wursthüllen werden jedoch nach dem Räuchern mit einer weißen Überzugsmasse unterschiedlicher Zusammensetzung versehen. Anschließend erfolgt in dieser die Reifung.
- Schinkensalami: sehnen- und fettfreies Schweinefleisch und Speck, sonst wie Salami 1a
- Deutsche Salami: wie Schinkensalami, jedoch Abfüllen der Wurstmasse in Hammelkappen, Kalbsblasen oder keulenförmigen Kunstdärmen
- Braunschweiger Salami: entsehntes fettfreies Rind- und Schweinefleisch, ungesalzener Speck. Gewürze: ganzer und gemahlener Pfeffer; kaltgeräuchert in engen Rinderspießdärmen
- Holsteiner Salami: entsehntes fettfreies Rind- und Schweinefleisch, Schweinebauch und Speck. Rind- und Schweinefleisch werden fein gekuttert
- Thüringer Salami: entsehntes fettfreies Rind- und Schweinefleisch, Speck. Gewürze: ganzer und gemahlener Pfeffer, Koriander, Rum mit Kümmel
- Salami, italienische Art: entsehntes fettfreies Rind- und Schweinefleisch sowie etwas Lammfleisch (1,5 %) und Speck. Gewürze: Ingwer, Rum mit Knoblauch und Italienischer Rotwein; Kunstdärme Kaliber 60/50
- Salami, kroatische Art: sehnen- und fettarmes Schweinefleisch und Speck. Gewürze: Koriander, Weingeist mit Knoblauch, Rotwein
- Salami, Mailänder Art: entsehntes fettfreies Rind- und Schweinefleisch und Speck. Gewürze: Rotwein. Behandlung der Würste mit Edelschimmelkulturen; luftgetrocknet
- Salametti: Wurstmasse wie Mailänder Art; portioniert in Schweinedärmen Kaliber 28/32 zu 80 bis 120 Gramm
- Salami, ungarische Art: sehnen- und fettfreies Schweinefleisch und Speck. Gewürze: Rosenpaprika, Kardamom, Muskat, Tokaier, Weingeist mit Knoblauch. Beschichtung der Wursthüllen mit Edelschimmelkulturen; luftgetrocknet
- Salami, Veroneser Art: sehnen- und fettfreies Schweinefleisch, Schweinebauch und Speck. Gewürze: weißer Pfeffer sowie Rotwein mit Knoblauch. Beschichtung der Wursthüllen mit künstlichen Schimmelkulturen; luftgetrocknet; Kunstdärme Kaliber 55/40
- Hirtensalami: sehnen- und fettarmes Rindfleisch, Fleischfett vom Rind, sehnen- und fettfreies Schweinefleisch, Speck, Flomen. Gewürze: Rosenpaprika. Kunstdärme Kaliber 50/50
- Pfeffersalami: sehnen- und fettarmes Rind- und Schweinefleisch und Speck. Die Wurstmasse wird in Formen gepresst und anschließend mit Pfeffer bzw. Pfefferüberzugsmasse umhüllt
- Sommersalami: sehnen- und fettarmes Schweinefleisch, Schweinebauch und Speck. Gewürze: Koriander und Muskat

Als Salami bezeichnet man ebenfalls gegarte Rohwürste, die nicht geräuchert werden:
- Kochsalami (auch Göttinger Kochsalami; Hildesheimer Kochsalami): sehnen und fettarmes Rind- und Schweinefleisch, Rinderbrät-Grundmasse und Speck. Gewürze: Knoblauch und Rum; schwarze Kunstdärme Kaliber 75/90. Ebenso wird die Brühwurstsorte Göttinger Bierwurst als Kochsalami bezeichnet.
- Salami, Böhmische Art (auch Innviertler Salami): sehnen- und fettarmes Rind- und Schweinefleisch und Speck. Gewürze: Zucker und gemahlener Kümmel

Als Kochsalami bezeichnet man ebenfalls eine Brühwurstsorte aus Rinderbrät-Grundmasse, sehnen- und fettfreiem Schweinefleisch und Schweinebauch. Gewürze: gemahlener und ganzer Pfeffer, Senfsaat, Glutamat und Knoblauch. Heißgeräuchert, anschließend gegart; Hautfaserdarm Kaliber 80/50.

### Italien
Ursprünglich war Modena das Zentrum der italienischen Dauerwursthersteller. Je weiter man in den Süden Italiens kommt, umso kleiner, grobkörniger und schärfer sind die regionalen Varianten. Die italienischen Salamisorten sind alle luftgetrocknet bis auf die Salame Napoli und Salame Secondigliano, die leicht angeräuchert werden. Für Salamis gibt es in Italien die Qualitätsstufen: extra, prima, seconda, terza und inferiori.
- Salame Felino: Die Bezeichnung Salame Felino ist seit März 2013 eine geschützte Herkunftsbezeichnung (IGP/g.g.A.) und unterliegt festgelegten Herstellungsbedingungen[9] gemäß EU-Verordnung. Sie hat eine jahrhundertelange Vorgeschichte. In der heutigen Form stammt sie ursprünglich aus Felino. Sie wird heute ebenfalls in anderen Orten außer denen am Fuße des Apennin-Gebirgszuges gelegenen Orten der Provinz Parma hergestellt. Die Würste bestehen aus Muskelfleisch und Speck bestimmter Schweinerassen. Nach dem Schlachten wird das Fleisch bei nicht unter −1 °C getrocknet. Das von Sehnen, Bindegewebe und Nerven befreite Fleisch wird in einem Fleischwolf (6- 8-mm-Lochscheibe) zusammen mit dem Speck zerkleinert, anschließend werden die Pökelzutaten und die Gewürze zugegeben. Typische Gewürze sind: Salz, Salpeter, Pfefferkörner und Knoblauch, gegebenenfalls trockener Weißwein und bis zu 0,3 % Zucker. Die Wurstmasse wird in Schweinedärmen auf einer Länge 50 cm Länge eingefüllt. Damit in der Wurst keine Hohlräume oder Risse entstehen, wird sie mit Kordel in einer sortentypischen Weise in weiten Abständen gebunden. Die Felino reift anschließend meist drei bis sechs Wochen mit einem Gewichtsverlust von 25 Prozent.
- Salame Fabriano: Die Salame Fabriano stammt aus Fabriano. Die Wurst bestand früher nur aus Schweinefleisch und Speck, heute wird auch Rindfleisch verwendet. Typische Gewürze sind Salz, Salpeter, ganze Pfefferkörner, gemahlener Pfeffer und Weißwein. Das Ganze wird in Rinder- oder Schweinedarm von 30 bis 35 cm Länge gefüllt. Die Bindung mit Kordel ist so ähnlich wie bei der Felino.
- Salame Milano, Crespone, auch Mailänder Salami, besteht zu je einem Drittel aus Schweinefleisch, Rindfleisch und Speck. Teilweise wird das Rindfleisch durch Schweinefleisch ersetzt. Sie wird traditionell im Schweineblinddarm (Butte) oder Schweinemastdarm (Schlacke) abgefüllt. Typische Gewürze sind: Salz, Salpeter, geschroteter Pfeffer, zerstoßener und dann in Weißwein oder Chianti eingelegter Knoblauch. Nach dem Füllen wird die frische Wurst für einige Stunden in Pökellake gelegt und anschließend getrocknet. Man lässt sie dabei einen Tag ruhen, ohne die Enden abzubinden. Sodann werden die etwa 25 bis 35 Zentimeter langen Würste mit Strohhalmen belegt, die mit Wurstgarn festgebunden werden. Die Bindung ist dabei jeweils typisch für die Sorte. Die Mailänder wird der Länge nach sechs- bis achtmal und einige Male rundherum gebunden. Die so verschnürten Würste müssen nun vier bis fünf Wochen vorreifen. Dazu werden sie einzeln an Stöcken in einem Raum mit etwa 18 °C zum Durchröten und Abtrocknen aufgehängt. Sie werden regelmäßig mit lauwarmem Wasser abgewaschen, um die aus Mikroorganismen bestehende Schmierschicht zu entfernen. Wenn diese Schicht nicht mehr auftritt, beginnt die Endreifung in der Luft: Die Würste werden noch einmal abgewaschen, aufgehängt und etwa sechs Monate in frischer Luft gereift.
- Salame Napoletano (oder Napoli): Die Wurst besteht zu je einem Drittel aus magerem Schweinefleisch, Jungochsenfleisch und Schweinespeck. Typische Gewürze sind Salz, Salpeter, zerdrückter Pfeffer, gemahlener Pfeffer, rote Peperoni, Knoblauch und etwas Weißwein. Die gut durchmischte Masse wird in Pferdedarm von etwa 30 cm Länge gefüllt, vorgetrocknet und gebunden. Dann wird die Wurst für einige Stunden intensiv im Rauch von Pappelholz geräuchert. Danach lässt man sie zwei bis drei Tage bei etwas erhöhter Temperatur und Feuchte abhängen.
- Salame Veronese: Sie wird in zwei Varianten hergestellt, Mit (tipo all’aglio) und ohne Knoblauch (tipo dolce). Typischerweise besteht sie aus Schweinefleisch und Speck, bis zu zehn Prozent Rindfleisch werden zugelassen. Der Speckanteil beträgt 40 bis 70 % im Gegensatz zu anderen Varianten, bei denen der Anteil max. ein Drittel beträgt. Die Variante „tipo dolce“ wird nicht mit Rückenspeck, sondern mit Bauchspeck oder Speck von der Keule hergestellt. Fleisch und Speck werden im Fleischwolf auf 3 bis 4 mm (tipo all’aglio) oder 8 bis 10 mm (tipo dolce) zerkleinert und mit Salz, Salpeter, gemahlenem und ganzem Pfeffer, zerdrücktem Knoblauch und evtl. Weißwein vermischt. Die Masse wird in Rinderdarm, früher ausschließlich in Rindsblasen, gefüllt. Die Sorten mit Knoblauch gibt es im 50 bis 60 cm langen Darm, die ohne Knoblauch sind kürzer (40 bis 45 cm). Beide werden mit Kordel gebunden, wobei die knoblauchhaltigen Sorten an den weiteren Abständen zu erkennen sind. Die Salame Veronese muss zwei bis vier Monate reifen, je nach Dicke.

- Die Salame Milanino wird in gleicher Weise wie die Milano hergestellt, ist jedoch nicht so dick und wiegt 500 Gramm.
- Die dünnere, ringförmige Salamella Napoli wiegt ebenfalls nur 500 Gramm und ist wie die große Version ebenfalls ohne Schimmel.
- Die kurze, mitteldicke Felinetto ist eine kleinere Ausgabe der Felino.
- Der Napoli ähnlich, aber deutlich schärfer gewürzt sind die Salamis Calabrese und Secondigliano.

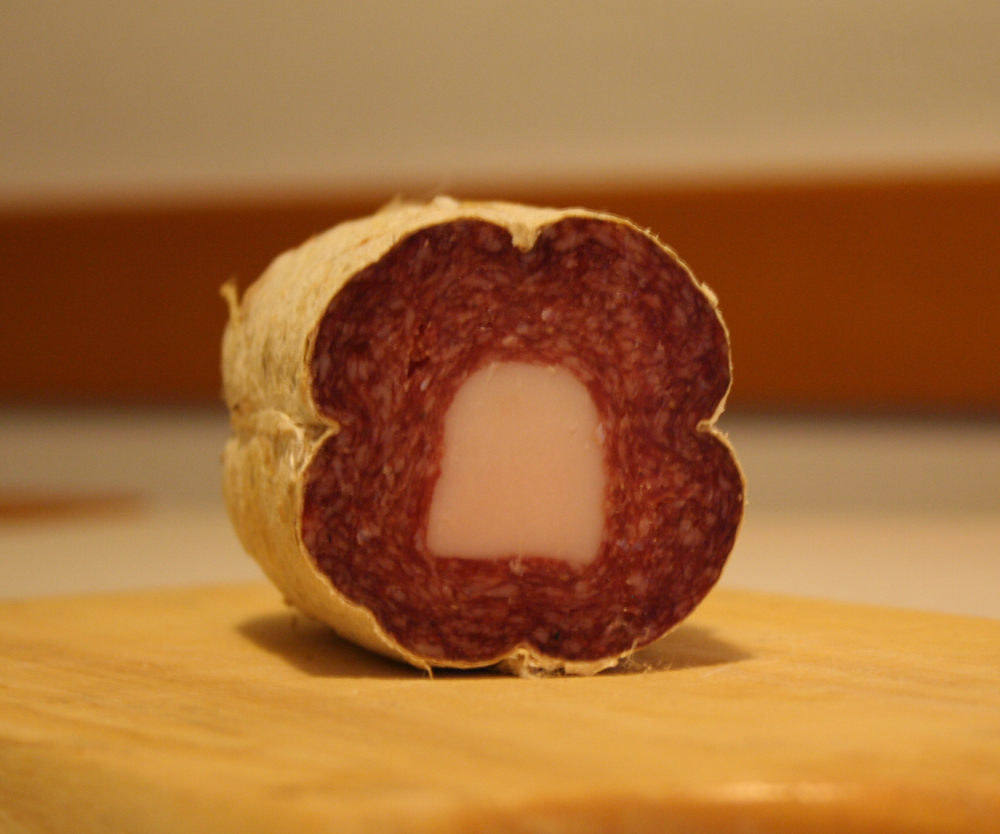
Mortadella di Campotosto

- Aus den Abruzzen stammt die Salami Abruzzese, die eine feine Körnung mit vielen ganzen Pfefferkörnern zeigt und nur 200 bis 300 g wiegt. Sie besteht nur aus Schweinefleisch.
- Aus Venedig kommt die grobe Salami Veneto, die deutlich nach Knoblauch riecht. Sie besteht aus Schweine- und Rindfleisch und wiegt zwischen 2,5 und 3,5 kg.
- Die Friulano enthält Fleisch aus der Schweinekeule in mittelgrober Körnung, Pfeffer, Knoblauch und Wein. Sie reift 30 bis 60 Tage, wird aber auch frisch zum Kochen verkauft.
- Aus dem Gebiet um Ancona kommt die mittelfeine, groben Speck enthaltende Marchigiano, deren Speck vor dem Füllen in den Darm in Rotwein eingelegt wurde.
- Die Toscano enthält ein Drittel Speck in groben Würfeln; das Schweinefleisch ist fein gemahlen und mit Wein gewürzt. Sie muss drei bis sechs Monate reifen.
- Die Salsiccione ist mit 20 Prozent Speck eine fettarme, knoblauchhaltige Salami, die als Vorläufer der berühmten Mailänder Salami gilt.
- Die sehr grobe Ventricina ist eine Salami nur aus Schweinefleisch. Sie präsentiert sich ohne Schimmel in 2,5 kg-Stücken im Naturdarm. Sie ist sehr grob und durch die zugesetzten Peperoni relativ scharf.
- Salame di Nota besteht nur aus Schweinefleisch, ist fast quadratisch und sehr kurz. Das Fleisch wird sowohl fein als auch grob gehackt. Die Wurst wird angeräuchert und reift 20 bis 40 Tage. Es gibt sie in Stücken von 30 g bis 400 g.
- Salama da Sugo Rohwurst mit geschützter Herkunftsbezeichnung aus der Provinz Ferrara. Sie wird aus verschiedenen Teilstücken und der Zunge vom Schwein hergestellt. Alles wird fein zerkleinert, mit Gewürzen versetzt und in eine Schweineblase gefüllt. Diese Würste reifen zunächst an einem warmen Ort und müssen dann lufttrocknen. Die Salame da Sugo wird nicht roh gegessen, sondern gekocht. Dabei entsteht eine schmackhafte Soße (Sugo = Soße), die man zusammen mit Kartoffelpüree oder kalter Melone sowie der Wurst genießt.
- Salame Piemonte, Rohwurst mit geschützter Herkunftsbezeichnung aus dem Piemont. Typische Gewürze sind Salz, Knoblauch, Nelken und Muskat. Dazu piemonteser DOC-Weine aus den Rebsorten Nebbiolo, Barbera, Dolcetto.
- Salame Finocchiona, Rohwurst mit geschützter Herkunftsbezeichnung aus der Toskana; typische Würzung mit Fenchelsamen

### Österreich
In Österreich zählt die Salami zu den traditionellen Wurstarten, die ursprünglich Italiener ins Land brachten. Vorwiegend Lombarden, Friauler und Venetianer kamen als Straßenhändler nach Österreich, im 19. Jahrhundert besonders nach Wien, und boten Salami feil. Sie wurden als Salamikrämer oder Salamucci bezeichnet. Im Codex des Jahres 1913 wird sie als Dauerwurst geführt.
Kochsalami ist die Bezeichnung für die Brühwurstvariante der Bierwurst.
Es gibt zwei übergeordnete Klassifikationen:
- Sorte 1 a): Jagdsalami, Touringsalami und Edelweißsalami und Salami mit hervorhebender Bezeichnung; Dekorsalami
- Sorte 1 b): Haussalami und Heurigensalami; Frische Salami[13]

### Schweiz
Die Walliser Trockenwurst, eine Spezialität aus der Schweiz, kennt man in Deutschland als luftgetrocknete Salami.
Als kostengünstiger Ersatz für Salami wird teilweise Plockwurst eingesetzt. Dagegen ist Kochsalami die Bezeichnung für die Brühwurstvariante der Bierwurst.

### Ungarn
Die ersten ungarischen Salamis wurden in Szeged an der Theiß hergestellt. Ein Ungar namens Márk Pick hatte die Idee, die bis dahin in Ungarn unbekannte italienische Wurstsorte vor Ort herzustellen und begann 1883 mit der Serienproduktion. Die ungarische Salami unterschied sich in ihrer Gewürzmischung bald sehr deutlich von der italienischen Ursprungsvariante. Neben Pick war Herz eine sehr ähnliche, gleichermaßen traditionsreiche wie renommierte ungarische Salamimarke. Das 1888 gegründete Unternehmen Herz musste allerdings 2009 Insolvenz anmelden und wurde in der Folge von Pick übernommen. Die Wintersalami ist eine bekannte ungarische Salami, eine ihr ähnliche Salami ist die Salam de Sibiu aus Sibiu (deutsch Hermannstadt, ungarisch Nagyszeben) im einst zu Österreich-Ungarn gehörigen, heute rumänischen Siebenbürgen.

## Weitere Verbreitung
Nach Frankreich kam die Salami durch italienische Seidenhändler und Bankiers in Lyon anfangs in der Nachfrage und schließlich wurde die Produktion salamiähnlicher Würste aufgenommen. Bekannt sind die Saucisson sec, Saucisson de Lyon und die Saucisson Rosette. Basis ist das feste, rote, frische Fleisch älterer Schweine, Schweinespeck, Meersalz und Pfeffer. Auf Korsika wird die Salami aus Schweinefleisch und Schweinespeck hergestellt.